# 百事海軍

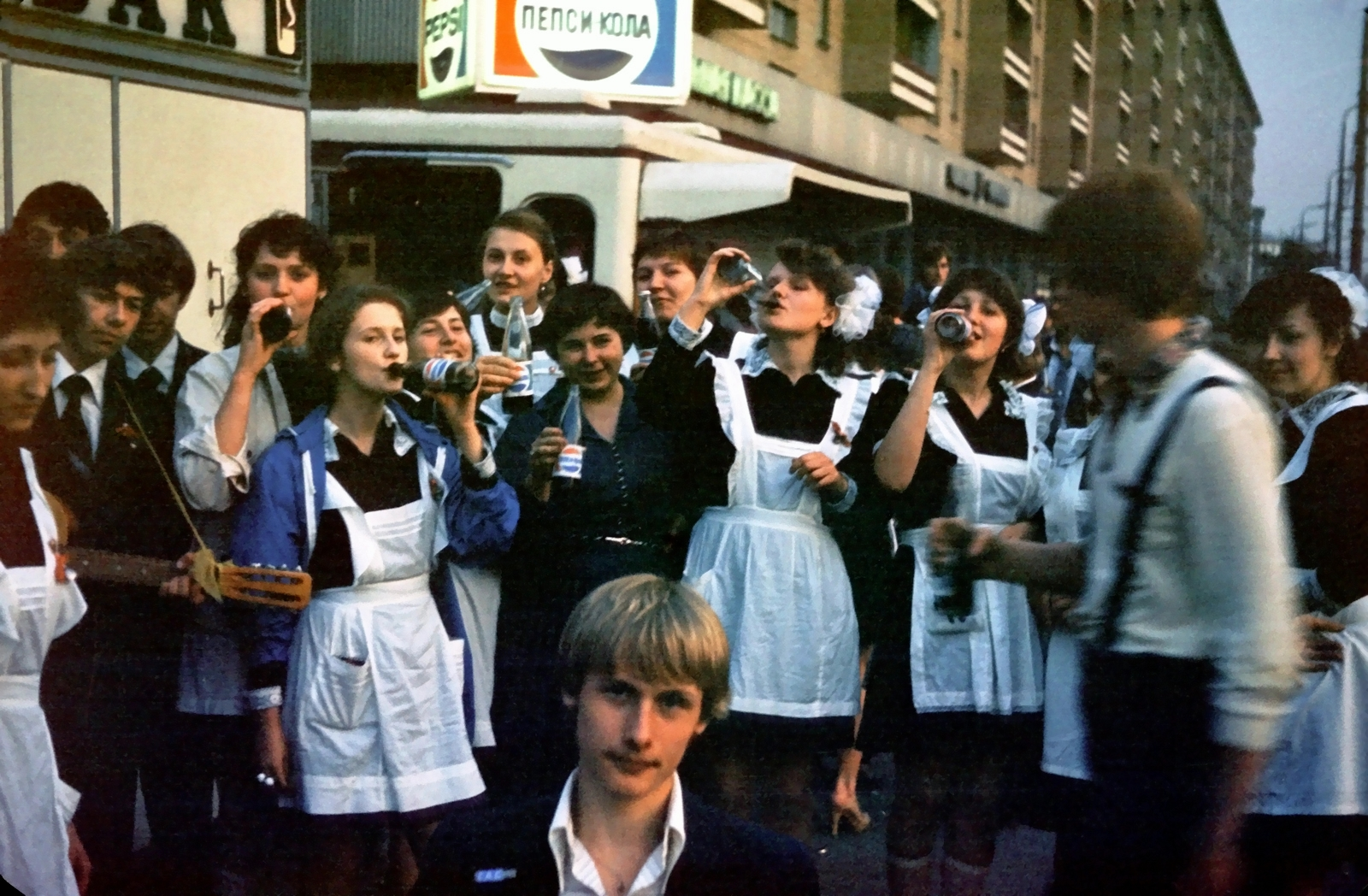
1981年莫斯科飲用百事可樂的學生

百事海軍（英語：Pepsi navy）是指百事公司在1989年向蘇聯出口百事可樂原液時，作為費用自蘇聯獲得的20艘軍艦的俗稱。
百事公司在1974年於蘇聯開設了工廠。1989年5月，百事公司自蘇聯獲得17艘柴油驅動潛水艇（613型潛艇），以及巡洋艦、巡防艦、驅逐艦各1艘，合計20艘軍艦。這些艦船隨後被解體，解體後的鐵屑共有近100萬美元的價值。